# Decreto legislativo 19 settembre 1994, n. 626
Il decreto legislativo 19 settembre 1994, n. 626 è un atto normativo abrogato della Repubblica Italiana emanato nel 1994 per regolamentare la sicurezza sui luoghi di lavoro, recepito in attuazione di alcune direttive dell'unione europea.

## Storia
La prima normativa sulla sicurezza sui luoghi di lavoro risaliva agli anni 1950, successivamente in attuazione delle direttive 89/391/CEE e le otto direttive particolari previste dall'art. 16 della stessa (tra le quali spicca per importanza la direttiva 92/57/CEE). modificato pi dal d.lgs 18 marzo 1996, n. 242, il d.lgs. 14 agosto 1996, n. 494, in applicazione dei principi del decreto del 1994, introdusse norme nel campo dell'edilizia, le norme furono poi assorbite dal testo unico sulla sicurezza nei luoghi di lavoro emanato nel 2008.

## Analisi
La principale novità della norma, in coerenza con concetti espressi nelle direttive CE in esso recepite, è l'obbligo della valutazione del rischio (risk assessment) da parte del datore di lavoro. Tra le novità introdotte dal d.lgs. 626/94 abbiamo il rappresentante dei lavoratori per la sicurezza (art. 18) che deve essere eletto dai lavoratori stessi e deve essere consultato preventivamente in tutti i processi di valutazione dei rischi, e l'individuazione della figura del Responsabile del Servizio di Prevenzione e Protezione nei confronti del quale il datore di lavoro è responsabile. La valutazione del rischio, quindi, è un processo di individuazione dei pericoli e, successivamente, di tutte le misure di prevenzione e protezione volte a ridurre al minimo sostenibile le probabilità (quindi il rischio) e il danno conseguente a potenziali infortuni e malattie professionali.
Rispetto alla normativa precedente oggi il datore di lavoro non è solo "debitore della sicurezza nei posti di lavoro" ma deve essere partecipe e responsabile di un processo di miglioramento delle condizioni di sicurezza nei luoghi di lavoro attraverso una periodica valutazione dei rischi (che viene documentata in un apposito "documento di valutazione dei rischi" in riferimento all'art. 4 comma 2 del D.Lgs. 626/94), che non determina solo i requisiti oggettivi di sicurezza, ma considera anche gli aspetti organizzativi e soggettivi associati allo svolgimento dell'attività lavorativa (concetto di gestione aziendale della sicurezza).
Tutti questi adempimenti devono poi essere sempre affiancati dai disposti dell'art. 41 della Costituzione Italiana e dall'art. 2087 Codice Civile che obbligano i datori di lavoro a garantire l'integrità fisica e morale di tutti i lavoratori tenendo conto della miglior tecnologia applicabile e tutto ciò che può essere fatto per evitare potenziali infortuni (cfr. testo art. 2087 codice civile).
Il D.Lgs. 626 nel corso degli anni è stato più volte modificato, tra i provvedimenti più importanti in questo senso dobbiamo ricordare la legge di delega n. 123 del 2007 conferisce al Governo il mandato entro maggio 2008 di riformare, introducendo:
- un'armonizzazione delle leggi vigenti;
- l'estensione del 626 a tutti i settori, tipi di rischio e lavoratori autonomi e dipendenti;
- un adeguato sistema sanzionatorio;
- l'obbligo di indossare tesserini di riconoscimento, indicanti dati del lavoratore e del datore di lavoro, all'interno dei cantieri e altri luoghi di lavoro, a pena di un'ammenda;[3]
- un rafforzamento degli organici degli ispettori del lavoro.

## Contenuto
Il decreto:
- introduce sanzioni penali per i trasgressori, per la maggior parte convertibili in ammende;
- istituisce i rappresentanti per la sicurezza, eletti dai lavoratori per le aziende fino a 15 dipendenti e nominati dalle rappresentanze sindacali RSU qualora presenti oltre 15 lavoratori, con poteri di ispezionare impianti e prendere visione dei documenti aziendali;
- obbliga i datori di lavoro a comporre una documentazione di valutazione complessiva del rischio;
- determina una responsabilità in solido delle aziende appaltatrici nei confronti di quelle subappaltanti;
- prevede la sospensione delle attività fino alla messa in regola, nelle aziende che non rispettino il 626, abbiano più del 20% dei lavoratori in nero, ovvero sottopongano i dipendenti a turni di lavoro maggiori di quelli consentiti dai Contratti Nazionali di categoria.

Confindustria non ha sottoscritto il testo finale e ha ottenuto una revisione del sistema sanzionatorio. La pena massima è stata ridotta da due anni ad un anno e 6 mesi di reclusione, trasformabili in un'ammenda se l'azienda si mette in regola dopo un incidente, anche mortale, sul lavoro.
Il codice penale, con i reati di lesioni colpose
e omicidio colposo, fornisce gli strumenti giuridici per punire le omissioni in materia di sicurezza che causano infortuni e morti bianche.
I due reati si configurano non solamente in presenza di atti, ma anche di comportamenti omissivi collegabili all'infortunio o morte del lavoratore. In questi casi, deve essere provato un nesso di causalità fra le politiche antinfortunistiche e il singolo fatto oggetto del processo penale.
La giurisprudenza ha stabilito che le responsabilità penali del datore di lavoro sussistono anche nei casi di delega di queste a un locatore dei macchinari o attrezzature, ovvero a un subappaltatore.
Il datore di lavoro delegante non è più responsabile nel merito della gestione della sicurezza, ma è perseguibile se non sceglie persone competenti, fornisce loro strumenti operativi per la responsabilità conferita, vigila e interviene sul loro operato.

### Il Responsabile del Servizio di Prevenzione e Protezione (RSPP)
Il datore di lavoro può svolgere direttamente i compiti propri del servizio di prevenzione e protezione in aziende artigiane e industriali, agricole e zootecniche fino a 30 lavoratori, in aziende della pesca fino a 20 lavoratori ed in altre aziende fino a 200 lavoratori.
Sono esclusi da tale facoltà i datori di lavoro di aziende industriali di cui all'art. 1 del d.P.R. n. 17 maggio 1988, n. 175, e successive modifiche, soggette all'obbligo di dichiarazione o notifica ai sensi degli articoli 4 e 6 del decreto stesso, di centrali termoelettriche, di impianti e laboratori nucleari, di aziende estrattive e altre attività minerarie, di aziende per la fabbricazione ed il deposito separato di esplosivi, polveri e munizioni, di strutture di ricovero e cura sia pubbliche sia private.
Il datore di lavoro che intende svolgere i compiti propri del servizio di prevenzione e protezione deve frequentare corsi di formazione di durata minima di 16 ore (in aziende classificate a rischio basso), 32 ore (aziende classificate a rischio medio) o 48 ore (aziende classificate a rischio alto), nel rispetto dei contenuti e delle articolazioni definiti il 21 dicembre 2011 mediante accordo in sede di Conferenza permanente per i rapporti tra lo Stato, le regioni e le province autonome di Trento e di Bolzano.
Se invece il datore di lavoro non può o non vuole assumere tale incarico, dovrà rivolgersi ad un RSPP interno o esterno all'azienda. In tal caso il RSPP collaborerà con il Datore di Lavoro su tutte le problematiche inerenti alla sicurezza sul lavoro.
Attenzione però: il datore di lavoro, pur interpellando un RSPP interno o esterno, è sempre il responsabile della sua azienda, cioè è il primo responsabile in caso di evento.
Se un professionista diplomato, che non sia il datore di lavoro, vuole abilitarsi come RSPP, deve frequentare un corso suddiviso nei 3 moduli, A, B e C. Il modulo B ha durata variabile in base al settore di appartenenza dell'azienda ("Macrosettore ATECO").
- Il MODULO A è relativo al corso generale di base. Ha una durata di 28 ore ed è comune per Responsabili SPP e Addetti SPP.
- Il MODULO B di specializzazione è relativo al corso di formazione che tratta la natura dei rischi presenti sul luogo di lavoro, correlati alle specifiche attività lavorative.
- Il MODULO C è un modulo di specializzazione per soli Responsabili SPP e riguarda la formazione su prevenzione e protezione dei rischi, anche di natura ergonomica e psicosociale, di organizzazione e gestione delle attività tecnico-amministrative e di tecniche di comunicazione in azienda e di relazioni sindacali.

Il mod. B si articola in macrosettori, costruiti tenendo conto dell'analogia dei rischi presenti nei vari comparti in base alla classificazione dei settori ATECO. Nel sistema ATECO è rappresentata tutta la tipologia lavorativa, mediante una classificazione ad albero che consente di andare a ricercare la propria attività lavorativa nel raggruppamento di riferimento indicato nel prospetto con una o due lettere. La durata varia da 12 a 68 ore, a seconda del macrosettore di riferimento.

Come il mod. A, anche il modulo B è comune alle due figure professionali di Responsabile SPP
e di Addetto SPP.
Nel 2006 la normativa è giunta a definire quali siano i percorsi e le competenze formative che devono avere i responsabili della sicurezza (infatti il 14 febbraio di quell'anno è stata pubblicata sulla Gazzetta Ufficiale dell'Accordo Stato, Regioni, Province Autonome del
26 gennaio 2006 relativo alla formazione per gli Addetti e i Responsabili del Servizio Prevenzione e Protezione), ma non sono ancora stati pienamente definiti i metodi con il quale fare formazione.
Si stanno organizzando degli enti riconosciuti e delle associazioni di formazione specifiche sulla sicurezza a livello nazionale che regionale e locale che cercano di colmare il divario che c'è tra la sicurezza reale e quella percepita. A tal proposito si pensi che i morti sul lavoro toccano ancora oggi la cifra di 3 al giorno in Italia.

### Disposizioni nel campo della sicurezza nell'edilizia
Il d.lgs. 626 prevede la sospensione dei lavori nei cantieri in cui si osservi la presenza di lavoratori in nero o il mancato rispetto delle disposizioni in materia di sicurezza e salute.

La sospensione vige fino alla regolarizzazione dei lavoratori o all'adozione delle misure previste. Diversamente, può essere convertita in una chiusura del luogo di lavoro.

#### Evidenza e proporzionalità dei costi
La nuova normativa, introdotta dal secondo Governo Prodi, prevede che i costi per la sicurezza siano evidenziati a parte nei bandi di gare d'appalto pubbliche e private, e non siano oggetto di ribasso d'asta, debbano essere proporzionati al numero di lavoratori coinvolti e all'entità dell'opera.
La pratica dei subappalti è spesso riconducibile al ricorso al lavoro nero e all'elusione dei contributi fiscali, pensionistici, antinfortunistici. Ogni azienda sostiene tali oneri per i propri dipendenti, e li ribalta all'appaltante nel prezzo finale dell'opera, dandone eventualmente a parte l'importo. La singola azienda è quindi responsabile di un'inadeguata prevenzione degli infortuni e del ricorso al lavoro nero.
Il ricorso ad una catena di subappalti può essere strumentale a chi commissiona l'opera e, a tutti i livelli di appalto, per ottenere prezzi minori, senza esporsi alle conseguenze legali di un lavoro non adeguatamente retribuito e tutelato.
La responsabilità sarebbe direttamente di chi commissiona l'opera se questi dovesse anticipare gli oneri antinfortunistici, che comunque dovrebbero essere parte del costo finale dell'opera, in modo da avere visibilità sui libri matricola di tutto il personale coinvolto a vario titolo nell'esecuzione dei lavori.

#### Esclusione dagli appalti pubblici
Il testo originale della 626, confermato da quello del 2008, esclude dalle gare di appalto degli enti pubblici le aziende che non rispettano le leggi in materia di sicurezza e salute nei luoghi di lavoro. Una norma simile e più generale è quella dell'art. 15 dello Statuto dei Lavoratori che prevede l'esclusione dagli appalti pubblici delle aziende che non osservano il diritto del lavoro.

#### Responsabilità in solido
La legge non recepisce un altro aspetto oggetto di forte dibattito nei mesi precedenti l'approvazione definitiva: la responsabilità in solido, in capo alla società appaltante, per la salute e sicurezza dei lavoratori delle società appaltate. In base agli artt. 590, 583 del codice penale e art.6 comma 2 del 626/94, la responsabilità in materia antinfortunistica è dell'appaltatore. Analogamente, in caso di leasing di macchinari, la legge vieta la vendita se questi sono privi di dispositivi di sicurezza e di idonea certificazione: il locatore è responsabile unico della messa in sicurezza e della successiva manutenzione.
Spesso, una piramide di società appaltatrici riconduce il lavoro a condizioni difficilmente controllabili, precarie o in nero. La maggior parte delle morti sul lavoro avviene appunto in società che lavorano per conto terzi.

## Aspetti economici

### Per il lavoratore
I lavoratori che hanno subito infortuni nel luogo di lavoro sono retribuiti dal datore di lavoro per i primi tre giorni di assenza.
Dal 4º giorno percepiscono un'indennità dall'INAIL pari al 60% della retribuzione e al 75% a partire dal 91-esimo giorno.
Se l'invalidità è permanente, il lavoratore ha diritto a un'indennità, mentre in caso di decesso non sussiste alcun indennizzo economico immediato, e i famigliari possono chiedere con una causa civile un risarcimento ai responsabili.
Il lavoratore percepisce in questo modo una retribuzione ridotta, anche nei casi in cui l'infortunio e l'assenza dal luogo di lavoro sia causata da negligenze del datore di lavoro in materia di sicurezza.

### Per l'azienda e la collettività
Il sistema italiano è fortemente sbilanciato a favore delle aziende che non fanno prevenzione. Chi non rispetta la sicurezza su lavoro rischia pene e sanzioni pesanti, ma non partecipa al costo sociale degli infortuni e delle vittime sul lavoro.
Gli oneri per la prevenzione gravano sulle aziende, mentre quelli della non-sicurezza sono un costo sociale che ricade sull'intera collettività. In questo modo chi rispetta le leggi paga due volte: per la prevenzione e per coprire i danni delle aziende inadempienti.
Il trade-off fra costi della prevenzione e costi della non-sicurezza è un aspetto critico per il rispetto delle normative in materia di sicurezza e salute nei luoghi di lavoro. Se le sanzioni e i risarcimenti sono meno onerosi della prevenzione e/o meno probabili degli incidenti sul lavoro, non viene a crearsi quel fattore economico, che è condizione necessaria per la diffusione delle misure di sicurezza sul lavoro.
Il costo degli infortuni è coperto per la maggior parte da un ente pubblico, l'INAIL, e quindi è ribaltato sull'intera collettività. Nei casi specifici, come accade per l'indennità di malattia, gli enti possono esercitare diritto di rivalsa nei confronti dei soggetti che hanno causato l'onere economico.
Al momento attuale, il giudice del lavoro non ha facoltà di iscrivere ipoteca legale a scopo cautelare su beni oggetto di appalto o di proprietà dell'azienda chiamata al risarcimento, a fronte di incidenti sul lavoro non aventi altra causa. Un'ipoteca cautelare darebbe una garanzia concreta per i risarcimenti degli infortunati sul lavoro, dei famigliari delle vittime, degli enti coinvolti che esercitano diritto di rivalsa.
In modo analogo alle assicurazioni che operano in altri settori, come il meccanismo del bonus malus per le RC auto nel settore automobilistico, chi offre coperture antinfortunistiche potrebbe richiedere, a titolo preventivo o di risarcimento, una maggiorazione delle tariffe alle aziende che sono state oggetto di infortuni e/o sottoposte alle sanzioni previste dalla 626.
Esistono proposte di legge per la concessione di crediti d'imposta, ammortamenti accelerati e la defiscalizzazione degli oneri della 626, in particolare per le piccole e medie imprese.
Sebbene questi oneri siano un reinvestimento degli utili in azienda per l'acquisto di attrezzature e macchinari, per tali capitoli di spesa non è applicabile la legge Tremonti.

## Produttività e sicurezza su lavoro
Aumento della produttività e abbattimento delle morti bianche sono due temi rilevanti nel mondo delle relazioni industriali.
La sicurezza dei macchinari e la disponibilità di attrezzature adeguate possono essere insufficienti, se non è garantito il benessere psicofisico del lavoratore nei luoghi in cui opera. Il rischio legato all'errore umano cresce inevitabilmente dove c'è un ricorso massiccio agli straordinari, al lavoro festivo, con turni che superano le otto ore di media.
Analogamente, il raggiungimento degli obiettivi di produttività può indurre datori o singoli lavoratori a escludere i dispositivi di sicurezza nei macchinari, perché questi impongono operazioni di attrezzaggio più lunghe e minori ritmi di produzione oraria.
Il dirigente può essere indotto a questi comportamenti dai premi di produttività e da controlli inadeguati; il lavoratore dal rischio di un mancato rinnovo del contratto o di licenziamento, perché è obbligato a mantenere determinati livelli di produzione.